# Regimentul 30 Infanterie (1916-1918)
Regimentul 30 Infanterie a fost o unitate de nivel tactic care s-a constituit la 14/27 august 1916, prin mobilizarea unităților și subunităților existente la pace aparținând de Regimentul Muscel No. 30. Regimentul a făcut parte din organica Brigăzii 6 Infanterie, fiind dislocat la pace în garnizoana Câmpulung. La intrarea în război, Regimentul 30 Infanterie a fost comandat de locotenent-colonelul Stelian Alexandrescu. Regimentul 30 Infanterie a participat la acțiunile militare pe frontul românesc, pe toată perioada războiului, între 14/27 august 1916 - 28 ocotmbrie/11 noiembrie 1918.
Drapelul de luptă al regimentului a fost decorat cu cea mai înaltă distincție de război, Ordinul „Mihai Viteazul”, clasa III:
„Pentru vitejia și avântul extraordinar cu care au luptat ofițerii, subofițerii și soldații corpului în aprigele lupte din iulie 1917. În ziua de 11 iulie au dat o luptă crâncenă atât la redutele 123, 124, 125, 126 și 127 după Mănăstioara și dealul Fundătura Secăturii, străpungând lucrările fortificate de pe Dealul Mănăstioara, ce nu fusese încă bombardat aruncând pe apărători afară din ele, în completă dezordine. În zilele următoare a înaintat victorios prin Găurile, cucerind Dealurile Poiana Zimbrului, Bataragă, Piatra, Vârful la Șipoțel, Vârful Calului și pe acel al Pleșoaiei unde a rezistat apoi, îndelungat contra înverșunatelor atacuri date de 2 regimente germane,  noi intrate în luptă. S-a capturat 5 ofițeri, 260 trupă , 2 obuziere de 105 mm, un tun de munte, 1 mortier de 117 mm., 4 tunuri de 77 mm., 8 mortiere de tranșee, 5 aruncătoare de grenade, 5 mitraliere, peste 600 de arme, 27 chesoane, 1 trăsură de gaze  asfixiante, precum și o imensa cantitate de muniții și material de război.”
Înalt Decret No. 928 din 21 iulie 1917

## Comandanți
- Ordinul „Mihai Viteazul”, clasa III[3]